# Disco de acetato

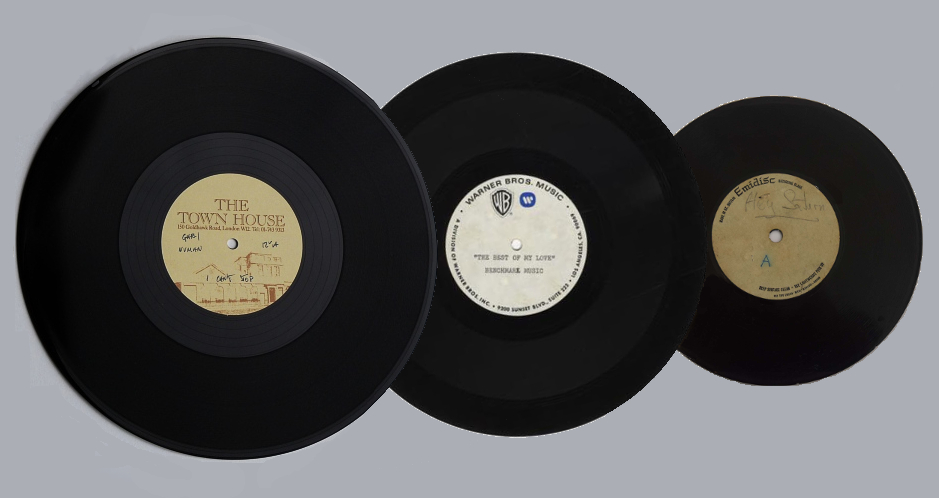
Discos de acetato de 12, 10 e 7 polegadas de diâmetro.

Um disco de acetato é um tipo de disco, um meio mecânico e analógico de armazenamento de som, amplamente usado da década de 1930 até a década de 1950 para radiodifusão e gravação e ainda uso limitado até a atualidade.
Diferentemente dos discos de vinil, que são rapidamente moldados a partir de pedaços de plástico (policloreto de vinila) através de produção em massa, o assim chamado disco de acetato é criado através do uso de um torno de gravação para talhar um sulco com um sinal de áudio modulado na superfície de um disco virgem especial, envernizado, uma operação que consome muito tempo e exige o uso de um equipamento caro, sensível e delicado, além de experiência para a obtenção de bons resultados. Tais discos são feitos com finalidades especiais, quase nunca para venda ao público em geral. Podem ser usados em qualquer toca-discos, à custa de sofrerem desgaste maior que o do vinil. Alguns acetatos são altamente valorizados por sua raridade, especialmente quando contêm material não publicado.
Os acetatos geralmente são produzidos ao se duplicar um master gravado em outro meio, tal como as fitas magnéticas. No processo de fabricação dos discos de vinil, um disco master é produzido para gerar os moldes negativos deste, cada molde podendo produzir milhares e milhares de discos.
Os discos de acetato eram produzidos em quantidades muito pequenas usando máquinas elementares. A maioria desses discos jamais recebia rótulo ou marcação, uma vez que as gravadoras colocavam apenas o nome e o endereço. Dependia somente dos destinatários escrevinhar à mão o nome da canção ou do artista.

## Características
Embora originalmente produzidos em vários tamanhos, de menos de 7 polegadas (18 cm) a mais de 16 polegadas (41 cm) de diâmetro e às vezes com miolo de vidro, os discos de acetato mais comuns têm 10, 12 ou 14 polegadas (25, 30 ou 36 cm) de diâmetro e consistem de um disco de alumínio recoberto com laca negra, comumente mas incorretamente denominado "acetato". 

## Material e embalagem
Apesar do nome, discos de qualidade profissional de "acetato" não contêm qualquer acetato propriamente dito. Eles consistem em discos de alumínio recobertos com um verniz de laca. Chegou-se a usar vidro como substrato durante a Segunda Guerra Mundial, quando o alumínio estava em falta. Isto implica na produção de um disco diferente, rígido e pesado (por ter substrato metálico), enquanto os discos de vinil são mais leves e relativamente flexíveis.
Os acetatos normalmente vêm em dois tamanhos: o diâmetro de 10 polegadas (25 cm) para os compactos (singles) e o 14 polegadas (36 cm) para álbuns. A capa costuma ser genérica, referente à companhia que produziu, com o rótulo igualmente genérico e poucas informações, datilografadas ou manuscritas.

## Valor
Em função de sua raridade, alguns acetatos alcançam altos valores em leilões. A coleção de acetatos dos Beatles, mantida por Brian Epstein alcançou entre $1,000 a $10,000 por disco. Um acetato do The Velvet Underground, contendo músicas que mais tarde viriam a ser lançadas no seu primeiro álbum, The Velvet Underground & Nico, foi vendido no eBay em 2006 por $25,200. Um acetato da canção de Elvis Presley, "That's All Right", foi vendido por $82.393,60 em 2013. A única cópia conhecida da primeira gravação de Presley — um acetato de 78 rotações por minuto, de 1953, com as canções "My Happiness" e "That's When Your Heartaches Begin"— foi vendido por  $300,000 num leilão de Graceland.